# Liste des subdivisions administratives du Hubei

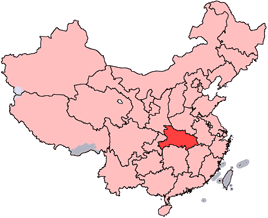
Le Hubei

La structure administrative du Hubei, province de la république populaire de Chine, est constituée des trois niveaux suivants :
- 13 subdivisions de niveau préfecture
  - 12 villes-préfectures
  - 1 préfecture autonome
- 102 subdivisions de niveau district
  - 24 villes-districts
  - 37 xian
  - 2 xian autonome
  - 38 districts
  - 1 district forestier
- 1220 subdivisions de niveau canton
  - 733 bourgs
  - 201 cantons
  - 9 cantons ethniques
  - 277 sous-districts

La table ci-dessous donne uniquement la liste des divisions de niveau préfecture et de niveau district.
| Niveau préfecture                                                                             | Niveau district                   | Niveau district     | Niveau district             |
| Niveau préfecture                                                                             | Nom                               | Chinois (simplifié) | Pinyin                      |
| --------------------------------------------------------------------------------------------- | --------------------------------- | ------------------- | --------------------------- |
| Ville de Wuhan 武汉市 Wǔhàn Shì                                                               | District de Jiang'an              | 江岸区              | Jiāng'àn Qū                 |
| Ville de Wuhan 武汉市 Wǔhàn Shì                                                               | District de Jianghan              | 江汉区              | Jiānghàn Qū                 |
| Ville de Wuhan 武汉市 Wǔhàn Shì                                                               | District de Qiaokou               | 硚口区              | Qiáokǒu Qū                  |
| Ville de Wuhan 武汉市 Wǔhàn Shì                                                               | District de Hanyang               | 汉阳区              | Hànyáng Qū                  |
| Ville de Wuhan 武汉市 Wǔhàn Shì                                                               | District de Wuchang               | 武昌区              | Wǔchāng Qū                  |
| Ville de Wuhan 武汉市 Wǔhàn Shì                                                               | District de Qingshan              | 青山区              | Qīngshān Qū                 |
| Ville de Wuhan 武汉市 Wǔhàn Shì                                                               | District de Hongshan              | 洪山区              | Hóngshān Qū                 |
| Ville de Wuhan 武汉市 Wǔhàn Shì                                                               | District de Dongxihu              | 东西湖区            | Dōngxīhú Qū                 |
| Ville de Wuhan 武汉市 Wǔhàn Shì                                                               | District de Hannan                | 汉南区              | Hànnán Qū                   |
| Ville de Wuhan 武汉市 Wǔhàn Shì                                                               | District de Caidian               | 蔡甸区              | Càidiàn Qū                  |
| Ville de Wuhan 武汉市 Wǔhàn Shì                                                               | District de Jiangxia              | 江夏区              | Jiāngxià Qū                 |
| Ville de Wuhan 武汉市 Wǔhàn Shì                                                               | District de Huangpi               | 黄陂区              | Huángpí Qū                  |
| Ville de Wuhan 武汉市 Wǔhàn Shì                                                               | District de Xinzhou               | 新洲区              | Xīnzhōu Qū                  |
| Ville de Shiyan 十堰市 Shíyàn Shì                                                             | District de Zhangwan              | 张湾区              | Zhāngwān Qū                 |
| Ville de Shiyan 十堰市 Shíyàn Shì                                                             | District de Maojian               | 茅箭区              | Máojiàn Qū                  |
| Ville de Shiyan 十堰市 Shíyàn Shì                                                             | Ville de Danjiangkou              | 丹江口市            | Dānjiāngkǒu Shì             |
| Ville de Shiyan 十堰市 Shíyàn Shì                                                             | Xian de Yun                       | 郧县                | Yún Xiàn                    |
| Ville de Shiyan 十堰市 Shíyàn Shì                                                             | Xian de Zhushan                   | 竹山县              | Zhúshān Xiàn                |
| Ville de Shiyan 十堰市 Shíyàn Shì                                                             | Xian de Fang                      | 房县                | Fáng Xiàn                   |
| Ville de Shiyan 十堰市 Shíyàn Shì                                                             | Xian de Yunxi                     | 郧西县              | Yúnxī Xiàn                  |
| Ville de Shiyan 十堰市 Shíyàn Shì                                                             | Xian de Zhuxi                     | 竹溪县              | Zhúxī Xiàn                  |
| Ville de Xiangfan 襄樊市 Xiāngfán Shì                                                         | District de Xiangcheng            | 襄城区              | Xiāngchéng Qū               |
| Ville de Xiangfan 襄樊市 Xiāngfán Shì                                                         | District de Fancheng              | 樊城区              | Fánchéng Qū                 |
| Ville de Xiangfan 襄樊市 Xiāngfán Shì                                                         | District de Xiangyang             | 襄阳区              | Xiāngyáng Qū                |
| Ville de Xiangfan 襄樊市 Xiāngfán Shì                                                         | Ville de Laohekou                 | 老河口市            | Lǎohékǒu Shì                |
| Ville de Xiangfan 襄樊市 Xiāngfán Shì                                                         | Ville de Zaoyang                  | 枣阳市              | Zǎoyáng Shì                 |
| Ville de Xiangfan 襄樊市 Xiāngfán Shì                                                         | Ville de Yicheng                  | 宜城市              | Yíchéng Shì                 |
| Ville de Xiangfan 襄樊市 Xiāngfán Shì                                                         | Xian de Nanzhang                  | 南漳县              | Nánzhāng Xiàn               |
| Ville de Xiangfan 襄樊市 Xiāngfán Shì                                                         | Xian de Gucheng                   | 谷城县              | Gǔchéng Xiàn                |
| Ville de Xiangfan 襄樊市 Xiāngfán Shì                                                         | Xian de Baokang                   | 保康县              | Bǎokāng Xiàn                |
| Ville de Jingmen 荆门市 Jīngmén Shì                                                           | District de Dongbao               | 东宝区              | Dōngbǎo Qū                  |
| Ville de Jingmen 荆门市 Jīngmén Shì                                                           | District de Duodao                | 掇刀区              | Duōdāo Qū                   |
| Ville de Jingmen 荆门市 Jīngmén Shì                                                           | Ville de Zhongxiang               | 钟祥市              | Zhōngxiáng Shì              |
| Ville de Jingmen 荆门市 Jīngmén Shì                                                           | Xian de Shayang                   | 沙洋县              | Shāyáng Xiàn                |
| Ville de Jingmen 荆门市 Jīngmén Shì                                                           | Xian de Jingshan                  | 京山县              | Jīngshān Xiàn               |
| Ville de Xiaogan 孝感市 Xiàogǎn Shì                                                           | District de Xiaonan               | 孝南区              | Xiàonán Qū                  |
| Ville de Xiaogan 孝感市 Xiàogǎn Shì                                                           | Ville de Yingcheng                | 应城市              | Yìngchéng Shì               |
| Ville de Xiaogan 孝感市 Xiàogǎn Shì                                                           | Ville d'Anlu                      | 安陆市              | Ānlù Shì                    |
| Ville de Xiaogan 孝感市 Xiàogǎn Shì                                                           | Ville de Hanchuan                 | 汉川市              | Hànchuān Shì                |
| Ville de Xiaogan 孝感市 Xiàogǎn Shì                                                           | Xian de Xiaochang                 | 孝昌县              | Xiàochāng Xiàn              |
| Ville de Xiaogan 孝感市 Xiàogǎn Shì                                                           | Xian de Dawu                      | 大悟县              | Dàwù Xiàn                   |
| Ville de Xiaogan 孝感市 Xiàogǎn Shì                                                           | Xian de Yunmeng                   | 云梦县              | Yúnmèng Xiàn                |
| Ville de Huanggang 黄冈市 Huánggāng Shì                                                       | District de Huangzhou             | 黄州区              | Huángzhōu Qū                |
| Ville de Huanggang 黄冈市 Huánggāng Shì                                                       | Ville de Macheng                  | 麻城市              | Máchéng Shì                 |
| Ville de Huanggang 黄冈市 Huánggāng Shì                                                       | Ville de Wuxue                    | 武穴市              | Wǔxué Shì                   |
| Ville de Huanggang 黄冈市 Huánggāng Shì                                                       | Xian de Hong'an                   | 红安县              | Hóng'ān Xiàn                |
| Ville de Huanggang 黄冈市 Huánggāng Shì                                                       | Xian de Luotian                   | 罗田县              | Luótián Xiàn                |
| Ville de Huanggang 黄冈市 Huánggāng Shì                                                       | Xian de Yingshan                  | 英山县              | Yīngshān Xiàn               |
| Ville de Huanggang 黄冈市 Huánggāng Shì                                                       | Xian de Xishui                    | 浠水县              | Xīshuǐ Xiàn                 |
| Ville de Huanggang 黄冈市 Huánggāng Shì                                                       | Xian de Qichun                    | 蕲春县              | Qíchūn Xiàn                 |
| Ville de Huanggang 黄冈市 Huánggāng Shì                                                       | Xian de Huangmei                  | 黄梅县              | Huángméi Xiàn               |
| Ville de Huanggang 黄冈市 Huánggāng Shì                                                       | Xian de Tuanfeng                  | 团风县              | Tuánfēng Xiàn               |
| Ville d'Ezhou 鄂州市 Èzhōu Shì                                                                | District d'Echeng                 | 鄂城区              | Èchéng Qū                   |
| Ville d'Ezhou 鄂州市 Èzhōu Shì                                                                | District de Liangzihu             | 梁子湖区            | Liángzǐhú Qū                |
| Ville d'Ezhou 鄂州市 Èzhōu Shì                                                                | District de Huarong               | 华容区              | Huáróng Qū                  |
| Ville de Huangshi 黄石市 Huángshí Shì                                                         | District de Huangshigang          | 黄石港区            | Huángshígǎng Qū             |
| Ville de Huangshi 黄石市 Huángshí Shì                                                         | District de Xisaishan             | 西塞山区            | Xīsàishān Qū                |
| Ville de Huangshi 黄石市 Huángshí Shì                                                         | District de Xialu                 | 下陆区              | Xiàlù Qū                    |
| Ville de Huangshi 黄石市 Huángshí Shì                                                         | District de Tieshan               | 铁山区              | Tiěshān Qū                  |
| Ville de Huangshi 黄石市 Huángshí Shì                                                         | Ville de Daye                     | 大冶市              | Dàyě Shì                    |
| Ville de Huangshi 黄石市 Huángshí Shì                                                         | Xian de Yangxin                   | 阳新县              | Yángxīn Xiàn                |
| Ville de Xianning 咸宁市 Xiánníng Shì                                                         | District de Xian'an               | 咸安区              | Xián'ān Qū                  |
| Ville de Xianning 咸宁市 Xiánníng Shì                                                         | Ville de Chibi                    | 赤壁市              | Chìbì Shì                   |
| Ville de Xianning 咸宁市 Xiánníng Shì                                                         | Xian de Jiayu                     | 嘉鱼县              | Jiāyú Xiàn                  |
| Ville de Xianning 咸宁市 Xiánníng Shì                                                         | Xian de Tongcheng                 | 通城县              | Tōngchéng Xiàn              |
| Ville de Xianning 咸宁市 Xiánníng Shì                                                         | Xian de Chongyang                 | 崇阳县              | Chóngyáng Xiàn              |
| Ville de Xianning 咸宁市 Xiánníng Shì                                                         | Xian de Tongshan                  | 通山县              | Tōngshān Xiàn               |
| Ville de Jingzhou 荆州市 Jīngzhōu Shì                                                         | District de Shashi                | 沙市区              | Shāshì Qū                   |
| Ville de Jingzhou 荆州市 Jīngzhōu Shì                                                         | District de Jingzhou              | 荆州区              | Jīngzhōu Qū                 |
| Ville de Jingzhou 荆州市 Jīngzhōu Shì                                                         | Ville de Shishou                  | 石首市              | Shíshǒu Shì                 |
| Ville de Jingzhou 荆州市 Jīngzhōu Shì                                                         | Ville de Honghu                   | 洪湖市              | Hónghú Shì                  |
| Ville de Jingzhou 荆州市 Jīngzhōu Shì                                                         | Ville de Songzi                   | 松滋市              | Sōngzī Shì                  |
| Ville de Jingzhou 荆州市 Jīngzhōu Shì                                                         | Xian de Jiangling                 | 江陵县              | Jiānglíng Xiàn              |
| Ville de Jingzhou 荆州市 Jīngzhōu Shì                                                         | Xian de Gong'an                   | 公安县              | Gōng'ān Xiàn                |
| Ville de Jingzhou 荆州市 Jīngzhōu Shì                                                         | Xian de Jianli                    | 监利县              | Jiānlì Xiàn                 |
| Ville de Yichang 宜昌市 Yíchāng Shì                                                           | District de Xiling                | 西陵区              | Xīlíng Qū                   |
| Ville de Yichang 宜昌市 Yíchāng Shì                                                           | District de Wujiagang             | 伍家岗区            | Wǔjiāgǎng Qū                |
| Ville de Yichang 宜昌市 Yíchāng Shì                                                           | District de Dianjun               | 点军区              | Diǎnjūn Qū                  |
| Ville de Yichang 宜昌市 Yíchāng Shì                                                           | District de Xiaoting              | 猇亭区              | Xiāotíng Qū                 |
| Ville de Yichang 宜昌市 Yíchāng Shì                                                           | District de Yiling                | 夷陵区              | Yílíng Qū                   |
| Ville de Yichang 宜昌市 Yíchāng Shì                                                           | Ville de Zhijiang                 | 枝江市              | Zhījiāng Shì                |
| Ville de Yichang 宜昌市 Yíchāng Shì                                                           | Ville de Yidu                     | 宜都市              | Yídū Shì                    |
| Ville de Yichang 宜昌市 Yíchāng Shì                                                           | Ville de Dangyang                 | 当阳市              | Dāngyáng Shì                |
| Ville de Yichang 宜昌市 Yíchāng Shì                                                           | Xian de Yuan'an                   | 远安县              | Yuǎn'ān Xiàn                |
| Ville de Yichang 宜昌市 Yíchāng Shì                                                           | Xian de Xingshan                  | 兴山县              | Xīngshān Xiàn               |
| Ville de Yichang 宜昌市 Yíchāng Shì                                                           | Xian de Zigui                     | 秭归县              | Zǐguī Xiàn                  |
| Ville de Yichang 宜昌市 Yíchāng Shì                                                           | Xian autonome tujia de Changyang  | 长阳土家族自治县    | Chángyáng tǔjiāzú Zìzhìxiàn |
| Ville de Yichang 宜昌市 Yíchāng Shì                                                           | Xian autonome tujia de Wufeng     | 五峰土家族自治县    | Wǔfēng tǔjiāzú Zìzhìxiàn    |
| Ville de Suizhou 随州市 Suízhōu Shì                                                           | District de Zengdu                | 曾都区              | Zēngdū Qū                   |
| Ville de Suizhou 随州市 Suízhōu Shì                                                           | Ville de Guangshui                | 广水市              | Guǎngshuǐ Shì               |
| Préfecture autonome tujia et miao d'Enshi 恩施土家族苗族自治州 Ēnshī tǔjiāzú miáozú Zìzhìzhōu | Ville d'Enshi                     | 恩施市              | Ēnshī Shì                   |
| Préfecture autonome tujia et miao d'Enshi 恩施土家族苗族自治州 Ēnshī tǔjiāzú miáozú Zìzhìzhōu | Ville de Lichuan                  | 利川市              | Lìchuān Shì                 |
| Préfecture autonome tujia et miao d'Enshi 恩施土家族苗族自治州 Ēnshī tǔjiāzú miáozú Zìzhìzhōu | Xian de Jianshi                   | 建始县              | Jiànshǐ Xiàn                |
| Préfecture autonome tujia et miao d'Enshi 恩施土家族苗族自治州 Ēnshī tǔjiāzú miáozú Zìzhìzhōu | Xian de Badong                    | 巴东县              | Bādōng Xiàn                 |
| Préfecture autonome tujia et miao d'Enshi 恩施土家族苗族自治州 Ēnshī tǔjiāzú miáozú Zìzhìzhōu | Xian de Xuan'en                   | 宣恩县              | Xuān'ēn Xiàn                |
| Préfecture autonome tujia et miao d'Enshi 恩施土家族苗族自治州 Ēnshī tǔjiāzú miáozú Zìzhìzhōu | Xian de Xianfeng                  | 咸丰县              | Xiánfēng Xiàn               |
| Préfecture autonome tujia et miao d'Enshi 恩施土家族苗族自治州 Ēnshī tǔjiāzú miáozú Zìzhìzhōu | Xian de Laifeng                   | 来凤县              | Láifèng Xiàn                |
| Préfecture autonome tujia et miao d'Enshi 恩施土家族苗族自治州 Ēnshī tǔjiāzú miáozú Zìzhìzhōu | Xian de Hefeng                    | 鹤峰县              | Hèfēng Xiàn                 |
| Administration directe                                                                        | Ville de Xiantao                  | 仙桃市              | Xiāntáo Shì                 |
| Administration directe                                                                        | Ville de Tianmen                  | 天门市              | Tiānmén Shì                 |
| Administration directe                                                                        | Ville de Qianjiang                | 潜江市              | Qiánjiāng Shì               |
| Administration directe                                                                        | District forestier de Shennongjia | 神农架林区          | Shénnóngjià Línqū           |